# 수양구락부
수양구락부는 일제강점기에 존재했던 축구단이다.

## 대회 기록
- 전조선축구대회
  - 준우승 ● (1): (1924)

## 참고 자료
- 전조선축구대회 역대 결과-대한축구협회 웹사이트
- 大韓蹴球協會 편 『韓國蹴球百年史』라사라, 1986.
- 대한민국 스포츠 100년(22) 우승팀 못가린 창설 축구대회